# Michał Skarbiński
Michał Skarbiński (ur. 10 kwietnia 1903 w Grodźcu, zm. 5 lutego 1997 w Warszawie) – polski specjalista przemysłu lotniczego i odlewniczego, profesor Politechniki Łódzkiej i Politechniki Warszawskiej, żołnierz Armii Krajowej.

## Życiorys
W 1920 roku uczestniczył w wojnie polsko-bolszewickiej w oddziale łączności. W roku 1921 ukończył Gimnazjum im. Stanisława Staszica w Warszawie. W czerwcu 1926 ukończył studia na Wydziale Mechanicznym Politechniki Warszawskiej w Sekcji Lotniczej. Po studiach odbył dwuletni staż zawodowy we Francji, w wytwórniach płatowców Blèriota, Farmana i Proteza oraz w fabryce silników lotniczych Lorraine–Dietrich. Po powrocie do Polski rozpoczął pracę w Podlaskiej Wytwórni Samolotów na stanowisku kierownika Wydziału Studium.
W latach 1930–1936 pracował w Towarzystwie Przemysłowym Zakładów Mechanicznych Lilpop, Rau i Loewenstein w Warszawie jako kierownik odlewni stali, żeliwa, brązów oraz metali lekkich, a także jako szef laboratorium. Następnie przeniósł się do Państwowych Zakładów Lotniczych w Warszawie, gdzie objął stanowisko kierownika budowy nowych samolotów bombowych. Później przeniósł się do Wytwórni Płatowców nr 2 Państwowych Zakładów Lotniczych w Mielcu, gdzie pełnił funkcję dyrektora technicznego. Działał w Związku Polskich Inżynierów Lotniczych i w roku 1937 pełnił funkcję jego prezesa.
W czasie okupacji w latach 1940–1942 pracował w Zarządzie Miejskim w Warszawie. W latach 1942–1944 był wykładowcą w Państwowej Szkole Metaloznawczo-Odlewniczej II stopnia oraz w Państwowej Szkole Budowy Maszyn II stopnia. Podczas drugiej wojny światowej był żołnierzem Armii Krajowej, pseudonim „Marian”. W czasie wojny był zastępcą szefa, a następnie szefem Działu Przemysłu Lotniczego ZWZ-AK, będącego częścią Wydziału Przemysłu Wojennego.
W 1945 roku na wniosek Rady Wydziału Mechanicznego Politechniki Łódzkiej został powołany na stanowisko profesora w Katedrze Obróbki Metali I, a w 1946 roku został mianowany profesorem nadzwyczajnym w Katedrze Obróbki Metali II PŁ, której był organizatorem i pierwszym kierownikiem. We wrześniu 1957 otrzymał tytuł profesora zwyczajnego.
Był specjalistą w dziedzinie obróbki bezwiórowej, technologii i mechanizacji odlewnictwa oraz technologii wytwarzania maszyn. Autor fundamentalnych monografii w zakresie konstrukcji i produkcji odlewów. W latach 1955–1956 pełnił funkcję dziekana Wydziału Mechanicznego PŁ. W latach 1957–1959 był organizatorem i kierownikiem Katedry Technologii Metali – od października 1957 zatrudniony w niej w charakterze profesora zwyczajnego. W 1961 roku zakończył pracę w Politechnice Łódzkiej i przeniósł się do Politechniki Warszawskiej, gdzie w latach 1965–1969 pełnił funkcję prorektora ds. nauki. Był członkiem Komitetu Budowy Maszyn PAN oraz Komitetu Metalurgii PAN.
W 1993 roku otrzymał tytuł doktora honoris causa Politechniki Łódzkiej.
Został pochowany na cmentarzu Powązkowskim (kwatera 94-6-2/3).

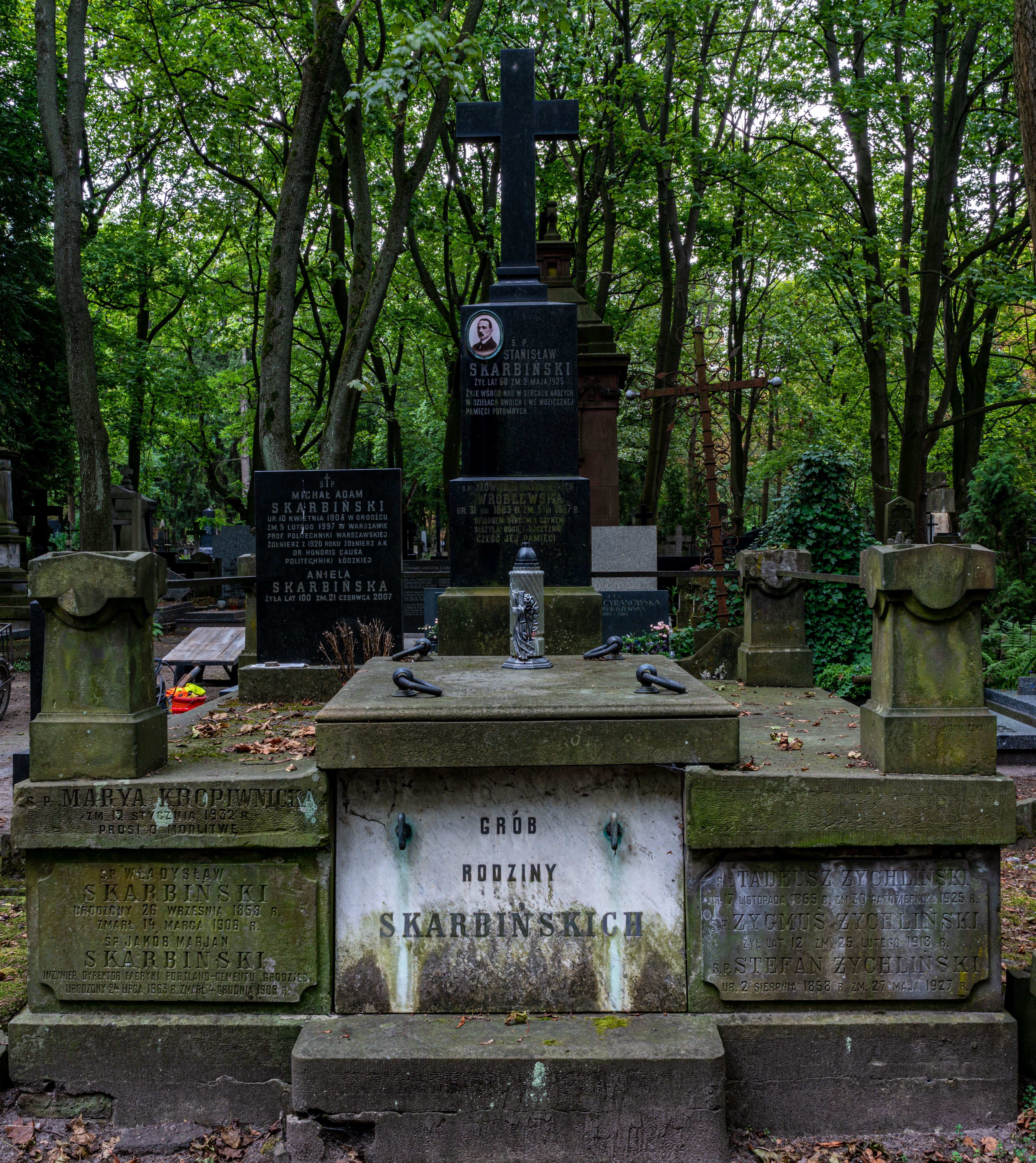
Grób Stanisława i prof. Michała Skarbińskich na Starych Powązkach